# Opisthoteuthis medusoides
Opisthoteuthis medusoides är en bläckfiskart som beskrevs av Thiele in Chun 1915. Opisthoteuthis medusoides ingår i släktet Opisthoteuthis och familjen Opisthoteuthidae. Inga underarter finns listade i Catalogue of Life.